# Hermann Simon (Mediziner)

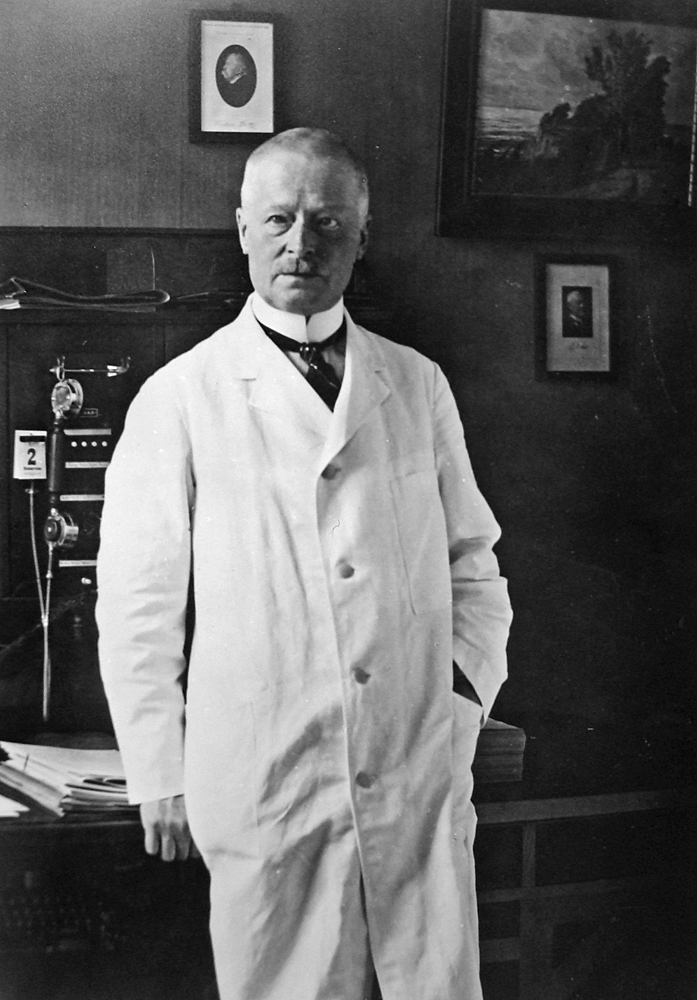
Hermann Simon als Anstaltsleiter in Gütersloh

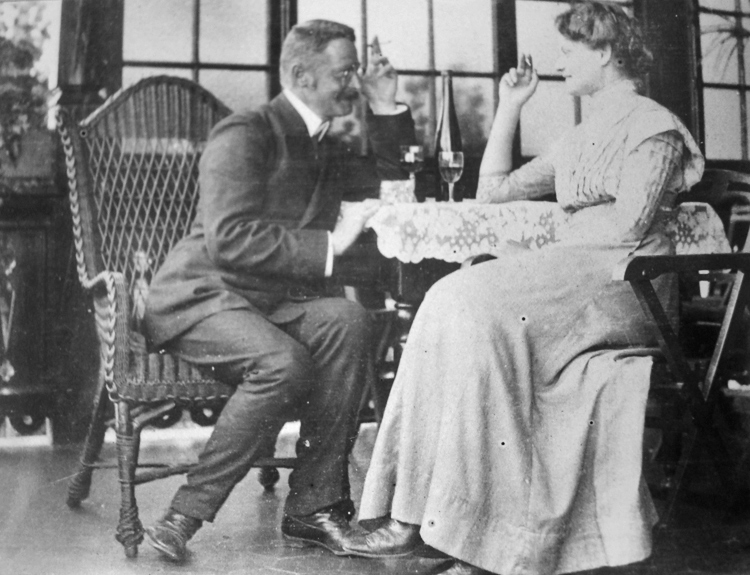
Das Ehepaar Hermann und Elisabeth Simon um 1900

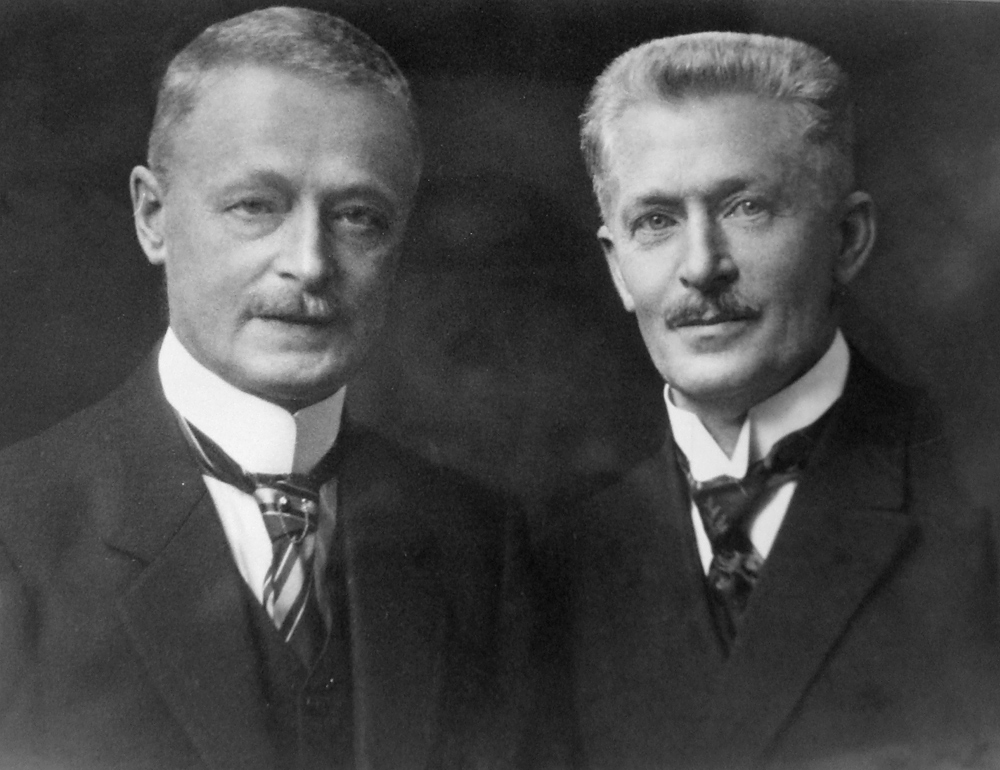
Hermann Simon und sein Bruder Alexander Simon, der als Ingenieur in Bayern tätig war, um 1928

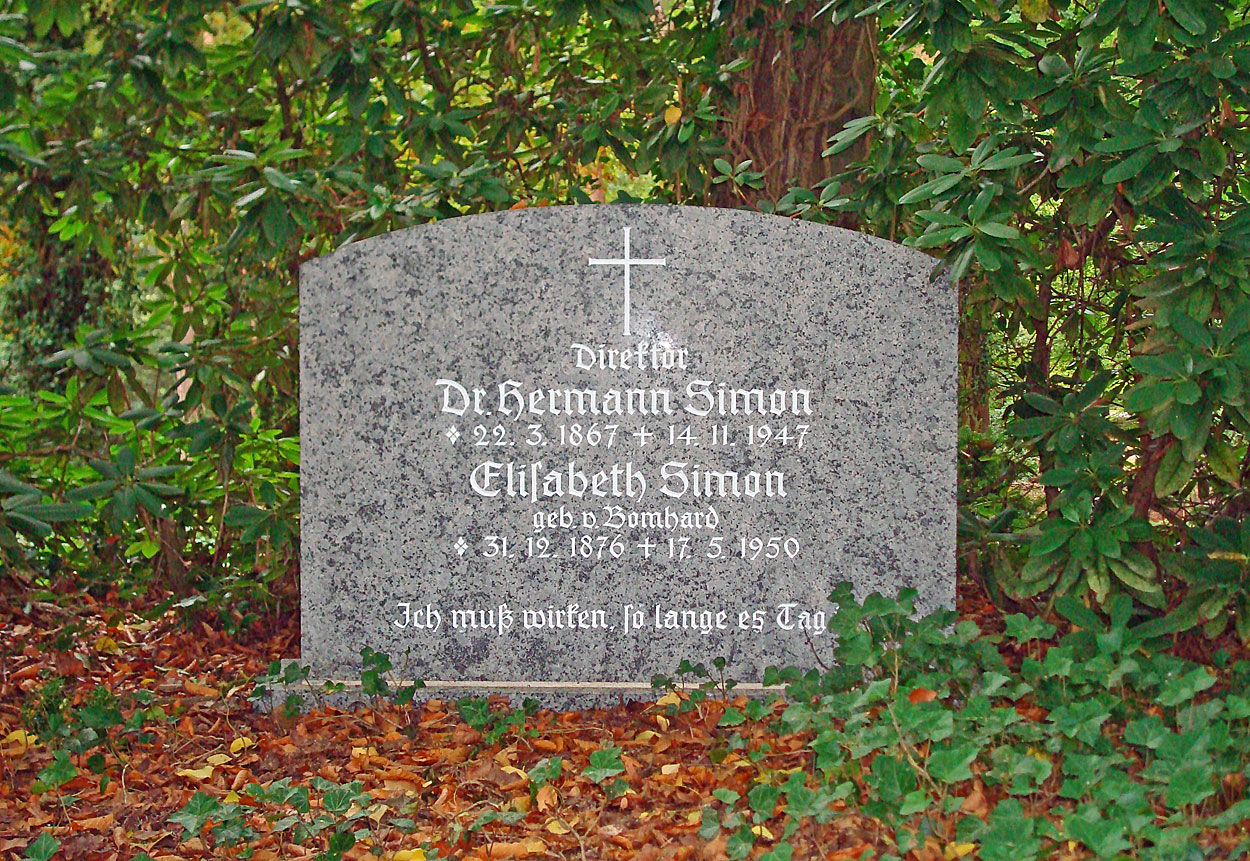
Grabstätte von Hermann und Elisabeth Simon auf dem Klinikfriedhof des LWL-Klinikums Gütersloh

Hermann Simon (* 22. März 1867 in Zweibrücken; † 14. November 1947 in Gütersloh) war ein deutscher Psychiater und Begründer der modernen Arbeitstherapie.

## Leben
Simon studierte Medizin in München, Heidelberg, Berlin und Straßburg. 1891 wurde er Assistent an der Heil- und Pflegeanstalt in Saargemünd. 1896 wurde er Oberarzt in Aplerbeck, wo er seine Frau Elisabeth (geborene von Bomhard, 1876–1950) heiratete. Das Paar hatte zwei Söhne und eine Tochter. 1902 war er an der Klinik in Lengerich (Westfalen) tätig. Ab 1905 leitete Simon Direktor die Provinzialheil- und Pflegeanstalt Warstein (heute: LWL-Klinik Warstein), ehe er 1914 zum ärztlichen Direktor der 1919 neu eröffneten Provinzialheil- und Pflegeanstalt Gütersloh (heute: LWL-Klinik Gütersloh) ernannt wurde. Von 1914 bis 1918 war er beim Militär. Nach seiner Pensionierung 1934 arbeitete er bis 1942 als Arzt im Reservelazarett Bethel.

## Werk
Simon systematisierte die bis dahin mehr oder weniger planvollen, einfachen Beschäftigungen psychisch Kranker in der Land- und Hauswirtschaft bzw. anstaltseigenen Werkstätten zu geregelten Arbeitseinsätzen. Eine solche Arbeitstherapie propagierte Simon, der dabei auch von Psychotherapie sprach, ab 1929. Die günstigen Einflüsse dieser von ihm so bezeichneten „aktiveren Krankenbehandlung“ sowohl auf den Zustand der Kranken als auch auf das triste Anstaltsmilieu fanden eine derart positive Resonanz, dass diese Erfahrungen bereits bei der Planung der Gütersloher Anstalt berücksichtigt und entsprechende Einrichtungen realisiert wurden.
Die neue Behandlungsmethode, die mit zur Überwindung der bislang auf einen Daueraufenthalt psychisch Kranker in Anstalten angelegten Behandlungskonzepte beitragen sollte, beflügelte die soziale Psychiatrie in ganz Europa, vor allem in England und Holland. Sein Therapiekonzept veröffentlichte Simon erst 1929 in einer Monografie, was einen Konflikt mit dem Psychiater Otto Dornblüth hervorrief, der auf frühere diesbezügliche Arbeiten verwies.
Gemäß seiner Auffassung, Untätigkeit, mangelnde Mitarbeit und Pflichtvergessenheit rigoros zu bekämpfen, vertrat Simon als überzeugter Sozialdarwinist und Erbbiologe nicht nur die Zwangssterilisation der „Minderwertigen“ und „Ballastexistenzen“, sondern auch deren Beseitigung, die er „Erlösung“ nannte. Er prangerte die „verhätschelnde Fürsorge“ für die Krüppel, Schwächlichen und Kränklichen an und begrüßte daher die Machtübernahme Hitlers, da er in der nationalsozialistischen Rassen- und Gesundheitspolitik die willkommene Möglichkeit sah, das „soziale Parasitentum“ als Beitrag zur rassisch-biologischen Gesundung des deutschen Volkes auszumerzen. 1929 behauptete Simon: „Wir leben in einem Zeitalter allgemeiner Befürsorgung von allem Schwachen, Kranken, Untauglichen!“ Und fragte weiter: „Gelangen wir allmählich dahin, dass die eine Hälfte unseres Volkes die andere, schwächere Hälfte fürsorgerisch betreut und versorgt?“ 1931 definierte er den Personenkreis angeblich Minderwertiger: Körperschwache, Kränkliche, Schwächlinge, Schwachsinnige, Krüppel, Geisteskranke mit der Begründung „Wir brauchen ein hartes Geschlecht; nur ein solches kann sich im Kampfe der Völker durchsetzen“ und kam dabei zum Schluss: „Es wird wieder gestorben werden müssen.“ Ernst Klee kritisierte Hermann Simon in einer Rede am 6. August 2006 an der Universität Hamburg, dass er durch diese Definition mit die Grundlage für die späteren Krankenmorde im Nationalsozialismus gelegt habe.
Wegen seiner kritischen Haltung gegenüber dem Hitlerregime kündigte er die Mitgliedschaft bei der NSDAP.

## Hermann-Simon-Preis
Hermann Simon zu Ehren wurde seit 1971 von der Deutschen Gesellschaft für Psychiatrie, Psychotherapie und Nervenheilkunde (DGPPN) für herausragende Arbeiten oder Verdienste auf dem Gebiet der sozialen Psychiatrie ein Preis verliehen, gestiftet von der Fa. Lundbeck in Hamburg. Seit 2009 wird dieser Preis nicht mehr vergeben.

## Belege
1. ↑  Achim Thom: Kriegsopfer der Psychiatrie. Das Beispiel der Heil- und Pflegeanstalten Sachsens. In: Medizin und Gesundheitspolitik in der NS-Zeit. Hrsg. von Norbert Frei, R. Oldenbourg, München 1991 (= Schriftenreihe der Vierteljahrshefte für Zeitgeschichte, Sondernummer), ISBN 3-486-64534-X, S. 201–216; hier: S. 206
2. ↑  Vgl. Hermann Simon: Aktivere Krankenbehandlung in der Irrenanstalt. Walter de Gruyter & Co., Berlin 1929.
3. ↑  Thomas R. Müller: Beschäftigung also ist die Universal-Medizin. In: Soziale Psychiatrie Nr. 4, 2016, S. 12 unter Bezugnahme auf: Simon, Hermann: Über die offene Fürsorge für geistig Schwache und Minderwertige. Bericht, erstattet auf der Versammlung der Medizinalbeamten des Regierungsbezirks Minden am 28.09.1929. In: Archiv LWL, Bestand 661/Nachlass Simon
4. ↑  zitiert nach Ernst Klee: Deutsche Medizin im Dritten Reich. Karrieren vor und nach 1945. S. Fischer, Frankfurt am Main 2001, ISBN 3-10-039310-4, S. 80 f.
5. ↑  zitiert nach: Hermann Simon: Minderwertigkeit Fürsorge. Vortragsmanuskript vom 22. Oktober 1931. In: Archiv LWL, Bestand 661/Nachlass Simon-
6. ↑  Ernst Klee: NS-Behindertenmord: Verhöhnung der Opfer und Ehrung der Täter
7. ↑  Neue Westfälische Nr.103 vom 4. Mai 2011 (Seite nicht mehr abrufbar, festgestellt im Juni 2025. Suche in Webarchiven)  Info: Der Link wurde automatisch als defekt markiert. Bitte prüfe den Link gemäß Anleitung und entferne dann diesen Hinweis., abgerufen am 9. Mai 2011

| Personendaten    | Personendaten                                                   |
| ---------------- | --------------------------------------------------------------- |
| NAME             | Simon, Hermann                                                  |
| KURZBESCHREIBUNG | deutscher Psychiater und Begründer der modernen Arbeitstherapie |
| GEBURTSDATUM     | 22. März 1867                                                   |
| GEBURTSORT       | Zweibrücken                                                     |
| STERBEDATUM      | 14. November 1947                                               |
| STERBEORT        | Gütersloh                                                       |